# Тунское озеро
Ту́нское о́зеро (Ту́нер-Зе; нем. Thunersee, Thuner See) — озеро в швейцарском кантоне Берн, располагается на высоте 558 м над уровнем моря; площадь 47,88 км², глубина до 217 м, длина 17,5 км, ширина до 3,5 км.
Соединяется с Бриенцским озером через реку Аре. Принимает в себя много речек и потоков. У города Туна впадает река Кандер (Кандерская долина). Озеро имеет субальпийский характер. Отлогие берега усеяны дачами и садами. Выше Сигрисвиля берега становятся отвеснее. Озеро изобилует рыбой (форели, угри, карпы и щуки). Пароходное сообщение между Туном и Интерлакеном. По южному берегу проведена железная дорога.
25 августа 1880 года (во время плавания на прогулочной лодке) в Тунском озере, близ города Тун, утонул немецкий экономист «Исторической школы», активный член и секретарь Союза социальной политики Адольф Хельд.